# Ludwig Gottlieb Crome
Ludwig Gottlieb Crome (* 20. August 1742 in Rehburg; † 5. Juni 1794 in Lüneburg) war ein deutscher Lehrer und unterrichtete als Rektor an Schulen in Hildesheim, Einbeck und Lüneburg.

## Leben

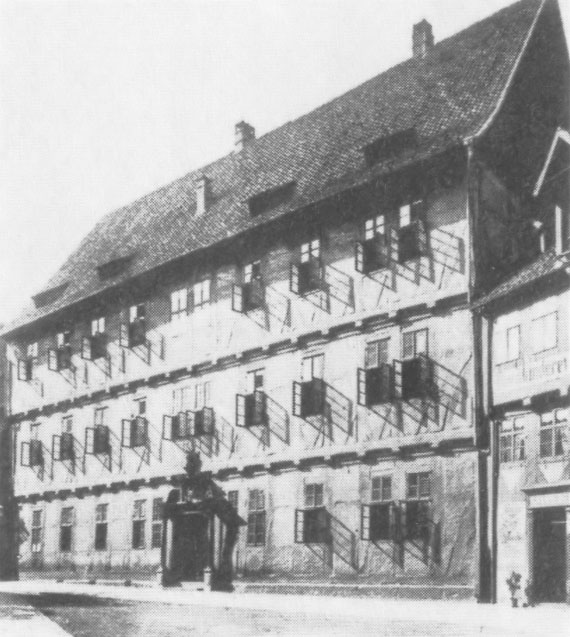
Gymnasium Andreanum in Hildesheim

Crome war der erste Sohn des Pastors Friedrich Andreas Crome. Schon in seiner Studentenzeit in Göttingen schrieb er Gedichte, die positive Beachtung fanden. Ein Gedicht über ein halbwüchsiges Mädchen namens Petronella, das mit einer Artistengruppe in Göttingen weilte ("Auf ein junges unglückliches Frauenzimmer. An Palämon.", in: Ludewig Gottlieb Cromes Gedichte, 2. Aufl. 1794), fand Aufnahme in eine kleine, von Daniel Schiebeler herausgegebene Sammlung und erfuhr eine lobende Rezension durch den Orientalisten Johann David Michaelis (in den Göttingischen Gelehrten Anzeigen von 1764 S. 353). Über Schiebelers Bekanntschaft mit Goethe ist es möglicherweise eine der Inspirationsquellen für dessen Mignon geworden.
Bereits 1768 wurde Crome Rektor am Andreanum in Hildesheim, 1771 an der Ratsschule in Einbeck, 1783 am Johanneum in Lüneburg.
Mit Unterstützung seines Schwagers, des Göttinger Theologieprofessors Christian Wilhelm Franz Walch, übersetzte und bearbeitete er das fünfbändige Werk Ordres monastiques aus dem Jahre 1751 von Gabriele Musson und veröffentlichte es in zehn Bänden als die Pragmatische Geschichte der vornehmsten Mönchsorden. Die von ihm erstellten und für einen abschließenden Registerband vorgesehenen Indizes wurden jedoch durch Entscheid des Verlegers nicht veröffentlicht.
Crome widmete sich ferner der Edition einer in den Schulakten in Einbeck aufgefundenen Schrift über Ereignisse der Reformationszeit in Einbeck von Georg Fathschild (* 1573), dem Rektor der Ratsschule in Einbeck bis 1618. Cromes Ursprung und Fortgang der Reformation in Einbeck druckte 1785 Friedrich Andreas Rosenbusch in Göttingen.
Des Weiteren schrieb Crome für einige Bände der von Johann Rudolph Schlegel herausgegebenen Mosheimschen Kirchengeschichte Anmerkungen (Johann Lorenz von Mosheim: Kirchengeschichte des Neuen Testaments …).
Verheiratet war er seit 1773 mit Helene Sophie Luise Hering (1754–1813), Tochter des Einbecker Stadtkämmerers. Der erste seiner Söhne war der Theologe Friedrich Gottlieb Crome (1776–1850), der vierte der Agrarwissenschaftler Georg Ernst Wilhelm Crome (1781–1813), der spätere Schwiegersohn Albrecht Daniel Thaers. Friedrich Heinrich Phillipp Crome (1785–1841), sein sechster Sohn, war Polizeikanzlist in Lübeck. Dessen Sohn, Friedrich Crome, war am Oberappellationsgericht der vier Freien Städte zu Lübeck tätig und übersiedelte nach dessen Schließung 1879 ans Reichsgericht nach Leipzig, wo er später zum kaiserlichen Justizrat ernannt wurde.
Von 1788 bis 1791 vertrat Crome die Vaterstelle seines aus Hildesheim stammenden Neffen, des späteren Afrikaforschers Friedrich Konrad Hornemann.
Er verstarb mit nicht ganz 52 Jahren an Schwindsucht.